# Хорасанский диалект арабского языка

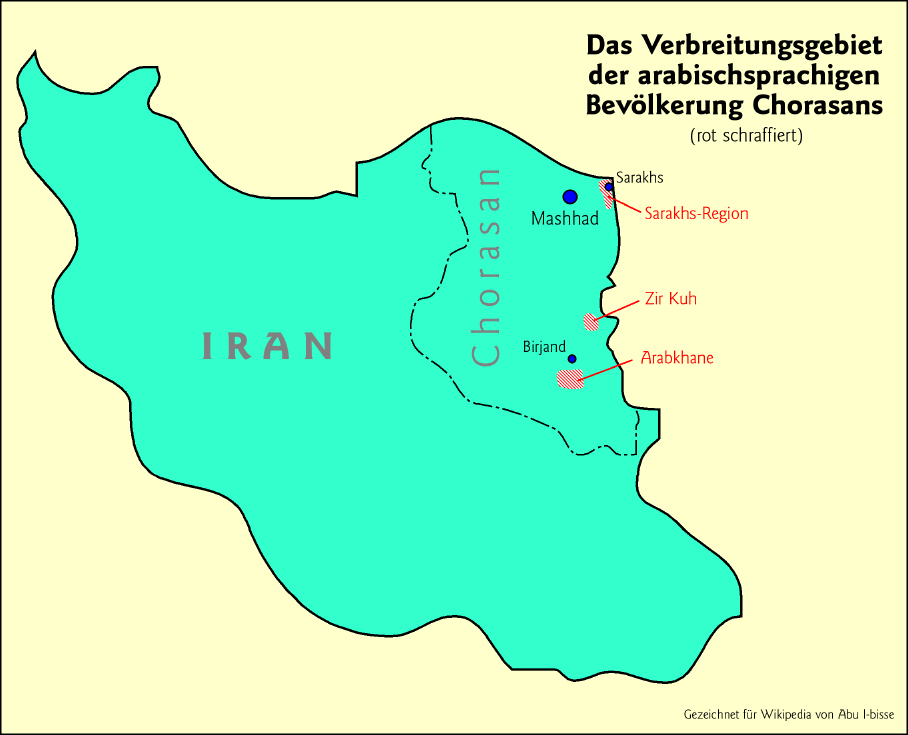
Карта расселения арабоязычного населения Хорасана

Хорасанский диалект арабского языка (англ. Khorasan Arabic, перс. زبان عربی خراساني‎) — одна из центральноазиатских разновидностей арабского языка, распространённая среди арабов Хорасана.
В период арабских завоеваний в Иран, включая Хорасан, Афганистан и Среднюю Азию, переселилось около 250 тыс. арабов. За исключением изолированных общин, все они были поглощены местным населением. Большинство хорасанских арабов ведут оседлый образ жизни, практически не смешиваясь с местным населением. В настоящее время около 5—10 тыс. носителей хорасанского диалекта проживают в нескольких селениях в Хорасанском регионе на востоке Ирана, вдоль границ с Афганистаном и Туркменией.
Диалект Хорасана полностью отличается от говора арабов Хузестана и близок к диалектам Узбекистана (см. кашкадарьинский и бухарский диалекты), но, в отличие от говоров Узбекистана, подвергшихся влиянию тюркских языков, на хорасанский диалект больше повлиял персидский язык. Произошли изменения в фонетике: исчезли ударения, сибилянты стали межзубными согласными (ism → iṯim, ṯūf → ṣūf, bayḍ → bēḏ), звуки /q/ и /k/ перед гласными переднего ряда стали заменяться на /j/ и /č/. Такие изменения прослеживаются в бедуинских диалектах, но отсутствуют в диалектах Узбекистана. В хорасанском диалекте, наряду с определённым артиклем al-, присутствует неопределённый артикль fal-, и они оба ассимилируют следующие за ними согласные звуки: aḥ-ḥurme (Женщина), fab-bājir (корова).